# (10670) Seminozhenko
(10670) Seminozhenko (1977 PP1) – planetoida z pasa głównego asteroid okrążająca Słońce w ciągu 4,56 lat w średniej odległości 2,75 j.a. Odkryta 14 sierpnia 1977 roku.